# Valle de Villaverde
Valle de Villaverde (trước năm 2005 là Villaverde de Trucíos) là một đô thị trong tỉnh và cộng đồng tự trị Cantabria, Tây Ban Nha. Đô thị này có diện tích là 19,53 ki-lô-mét vuông, dân số năm 2009 là 372 người với mật độ 19,2 người/km². Đô thị này có cự ly km so với tỉnh lỵ Santander.